# 阿列克谢·苏达耶夫
阿列克谢·伊万诺维奇·苏达耶夫（羅馬化：Aleksey Ivanovich Sudayev；1912年8月23日—1946年8月17日），苏联枪械设计师，PPS衝鋒槍和AS-44步槍的研发者。

## 生平
1912年生于阿拉特里。1934年秋开始在红军服役，后在列宁格勒兵工厂工作。列宁格勒保卫战期间，他临时设计出了PPS衝鋒槍，用于和德军近戰衝鋒，也因此認識米哈伊爾·卡拉什尼科夫。
他还设计了AS-44步槍，该枪发射M43型7.62×39mm弹药，这也是苏军突击步枪选型的规定弹药。第一架模型枪于1944年进行了测试，重量仅为5.6千克，得到了士兵的好评，随后他又改进了AS-44的设计，进一步减轻重量至5.35千克，但射击准确度與槍機出现了问题，然而由于肺結核病重，他于1946年不幸去世，这款武器的开发也被迫终止。

## 获奖
- 列宁勋章（1944年11月18日）[3]
- 红星勋章（1943年3月7日）[4]
- 一级卫国战争勋章[5]
- 保卫列宁格勒奖章[5]
- 1941-1945年伟大卫国战争战胜德国奖章[5]
- 1941-1945年伟大卫国战争中忘我劳动奖章[5]
- 斯大林奖（1946年）[5]

## 参見
- 米哈伊爾·卡拉什尼科夫
- 卡拉什尼科夫 (2020年電影)（英语：AK-47 (2020 film)）